# 보리슬라프 미하일로프
보리슬라프 비세로프 미하일로프(불가리아어: Борислав Бисеров Михайлов, 1963년 2월 12일~)는 불가리아의 축구 선수이다. 그는 불가리아 축구 국가대표팀으로 국제 A매치 98경기를 출전했으며 1986년, 1994년, 1998년 총 세 번의 월드컵에 출전했다. 은퇴 후인 2005년부터 2023년까지 불가리아 축구 협회의 회장을 지냈다.
그의 아들 니콜라이도 골키퍼로 활동하고 있다.

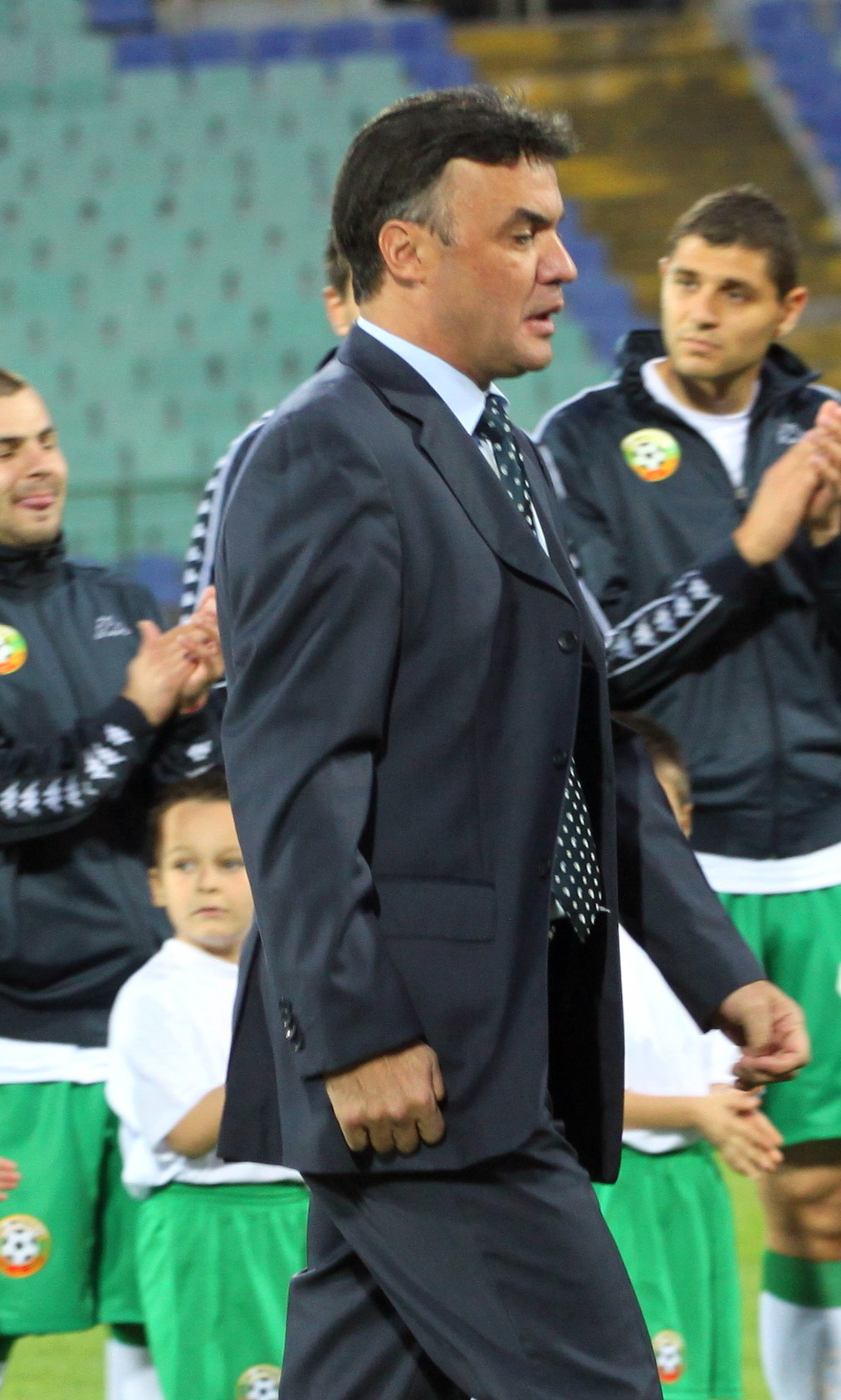
2011년 불가리아와 스위스와의 경기 관람을 위해 방문한 미하일로프

## 같이 보기
- A매치 100경기 이상 출전한 축구 선수 명단